# Spilomelinae
Spilomelinae (лат.) — подсемейство бабочек огневок-травянок (Crambidae, Pyraloidea). Известно более 4000 описанных видов в 338 родах.

## Описание
Имаго — взрослая стадия жизни бабочек — значительно различаются по размерам: размах передних крыльев варьирует от 11,5 мм, например, у Metasia до 50 мм у крупнотелых Eporidia. В состоянии покоя бабочки Spilomelinae имеют характерную треугольную форму, крылья обычно сложены над брюшком, передние крылья прикрывают задние. Некоторые виды Spilomelinae отклоняются от этой общей схемы покоя, например, Maruca с широко расставленными крыльями, Atomopteryx и Lineodes с узкими крыльями, сложенными вдоль тела. Все бабочки подсемейства Spilomelinae имеют хорошо развитые сложные глаза, антенны и ротовые аппараты, хотя у родов Niphopyralis и Siga хоботок утрачен.

## Пищевые растения
Пищевые растения Spilomelinae разнообразны: от папоротников, голосеменных до широкого спектра покрытосеменных. Личинки Niphopyralis живут в гнездах муравьев-ткачей, где питаются личинками муравьев. Гусеницы Steniini являются детритоядными.
Многие трибы Spilomelinae имеют узкий пищевой спектр, личинки питаются растениями только одного или нескольких семейств, например, Lineodini — паслёновыми (Solanaceae), Hydririni — преимущественно сапиндовыми (Sapindaceae) и вьюнковыми (Convolvulaceae), Trichaeini — марёновыми (Rubiaceae).

## Палеонтология
В 2023 году в доминиканском янтаре (миоцен) была обнаружена гусеница нового ископаемого вида †Penestola wichardi Solis, Léger & Neumann, 2023, который отнесли к роду Penestola и подсемейству Spilomelinae (Crambidae). Он стал только четвёртым известным ископаемым экземпляром семейства Pyraloidea (Lepidoptera): ранее были найдены два имаго и одна гусеница. Первая подтвержденная личинка, относящаяся к подсемейству Pyraustinae (Crambidae), была описана из балтийского янтаря (Baltianania yantarnia Solis). В 2023 году была описана еще одна гусеница из доминиканского янтаря.

## Систематика
Классификация Spilomelinae является запутанной. Это крупнейшая по числу видов группа огневкообразных бабочек (Pyraloidea). Подсемейство включает 4097 описанных видов в 338 родах. Многие роды содержат всего несколько видов, а 87 родов (26 %) являются монотипическими. Напротив, 20 родов насчитывают более 50 видов, что в совокупности составляет 50 % от общего числа видов. Наиболее богатыми видами являются роды Udea Guenée, 1845 (214 видов), Palpita Hübner, 1808 (162), Glyphodes Guenée, 1854 (156) и гетерогенные роды Syllepte  Hübner, 1823 (199) и Lamprosema Hübner, 1823 (72).
До конца 1990-х годов Spilomelinae включались в подсемейство Pyraustinae как триба Spilomelini.
По данным исследований по Regier et al. (2012) и Léger et al. (2021) Spilomelinae образуют общую кладу с Pyraustinae, которая лежит в основании филогенетического древа всего семейства Crambidae.
В прошлом считалось, что Spilomelinae являются полифилетическими. Однако, недавнее филогенетическое исследование Mally et al. (2019), основанное на молекулярно-генетических и морфологических данных, показало, что подсемейство является монофилетическим. В этой работе выделено 13 триб в составе Spilomelinae:
- Agroterini Acloque, 1897
- Asciodini Mally, Hayden, Neinhuis, Jordal & Nuss, 2019
- Herpetogrammatini Mally, Hayden, Neinhuis, Jordal & Nuss, 2019
- Hydririni Minet, 1982
- Hymeniini Swinhoe, 1900
- Lineodini Amsel, 1956
- Margaroniini Swinhoe & Cotes, 1889
- Nomophilini Kuznetzov & Stekolnikov, 1979
- Spilomelini Guenée, 1854
- Steniini Guenée, 1854
- Trichaeini Mally, Hayden, Neinhuis, Jordal & Nuss, 2019
- Udeini Mally, Hayden, Neinhuis, Jordal & Nuss, 2019
- Wurthiini Roepke, 1916

### Трибы «Non-euspilomeline»
Hydririni, Lineodini, Udeini и Wurthiini имеют ряд общих плезиоморфных признаков с родственной группой Spilomelinae — с подсемейством Pyraustinae. К ним относятся: отсутствие продольных полос на 8-м сегменте брюшка самцов; гениталии самцов с прямой или вогнутой valva costa и эдеагус с равномерно склеротизированной аподемой; гениталии самок с ланцетовидным «эдиакароидным» знаком в теле бурсы, а у некоторых таксонов — с аппендиксом бурсы, прикрепленным к телу бурсы.
Из-за этих плезиоморфий эти четыре трибы Spilomelinae называются «Non-euspilomeline» («неэуспиломелиновыми»), в отличие от монофилетической «Euspilomeline» («эуспиломелиновой») группы, которая представляет собой более продвинутую группу Spilomelinae. «Неэуспиломелиновые» трибы образуют парафилум, поскольку не входят в состав «эуспиломелиновых».

### Трибы «Euspilomeline»

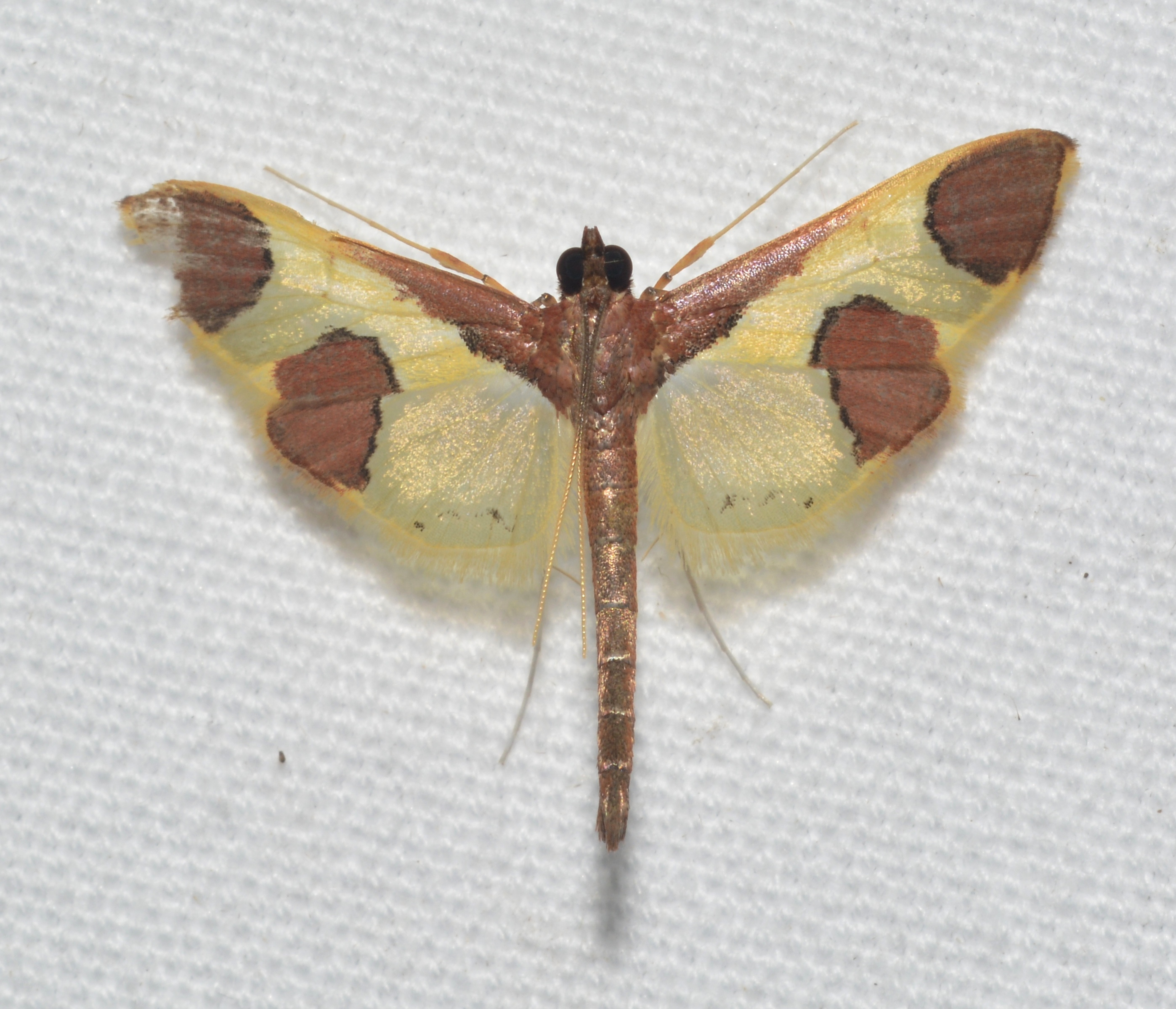
Syllepis hortalis (Hydririni), имаго

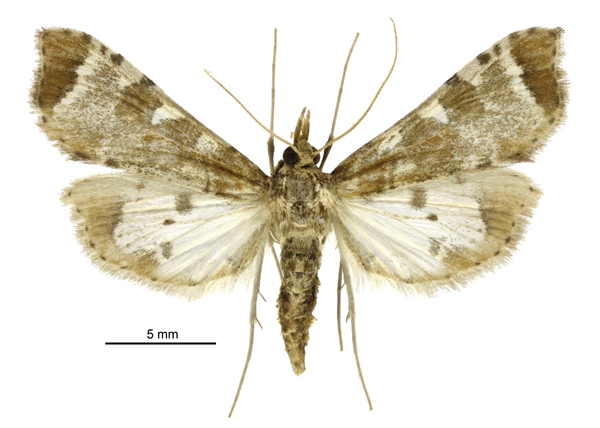
Leucinodes cordalis (Lineodini), имаго

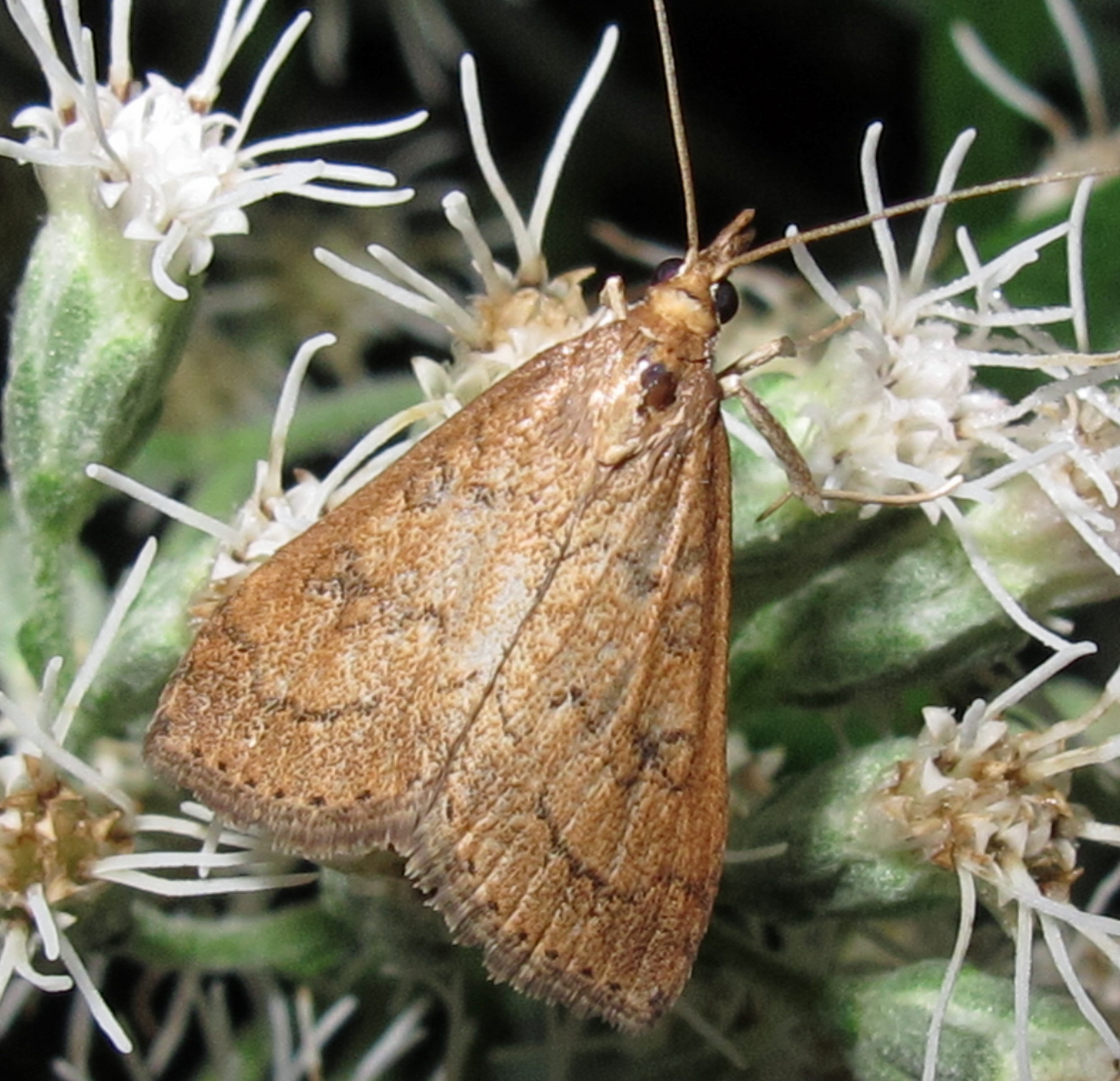
Udea rubigalis (Udeini), имаго

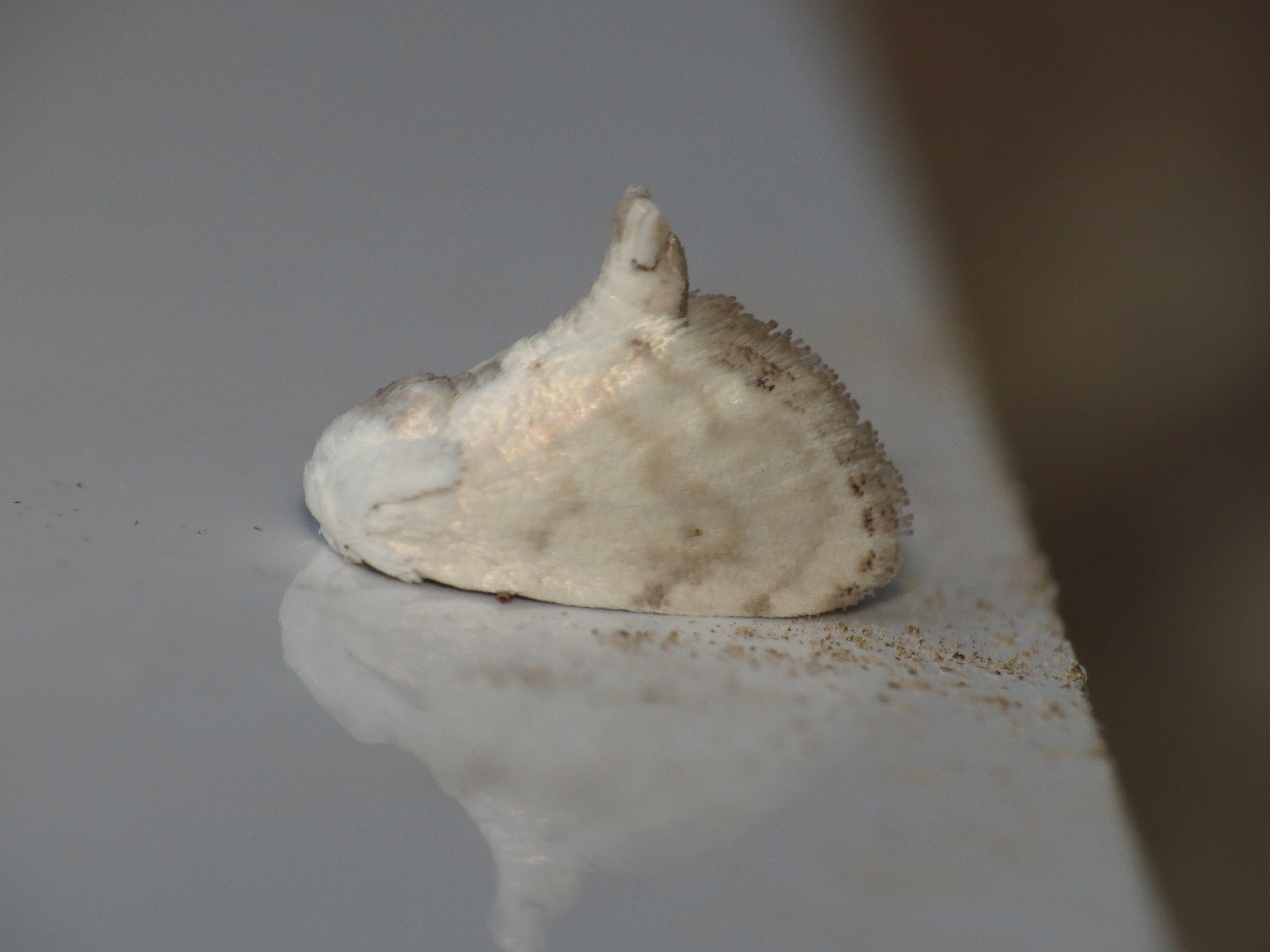
Niphopyralis chionesis (Wurthiini), имаго

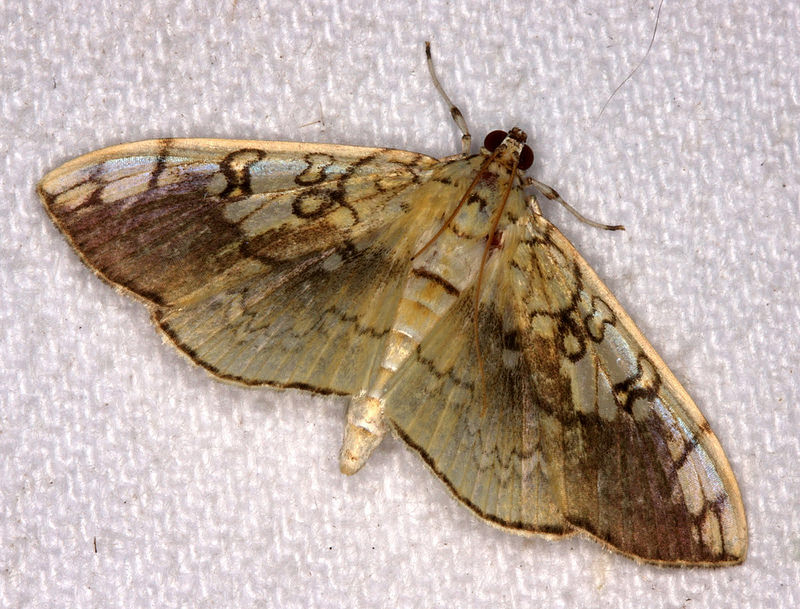
Pantographa limata (Agroterini), имаго

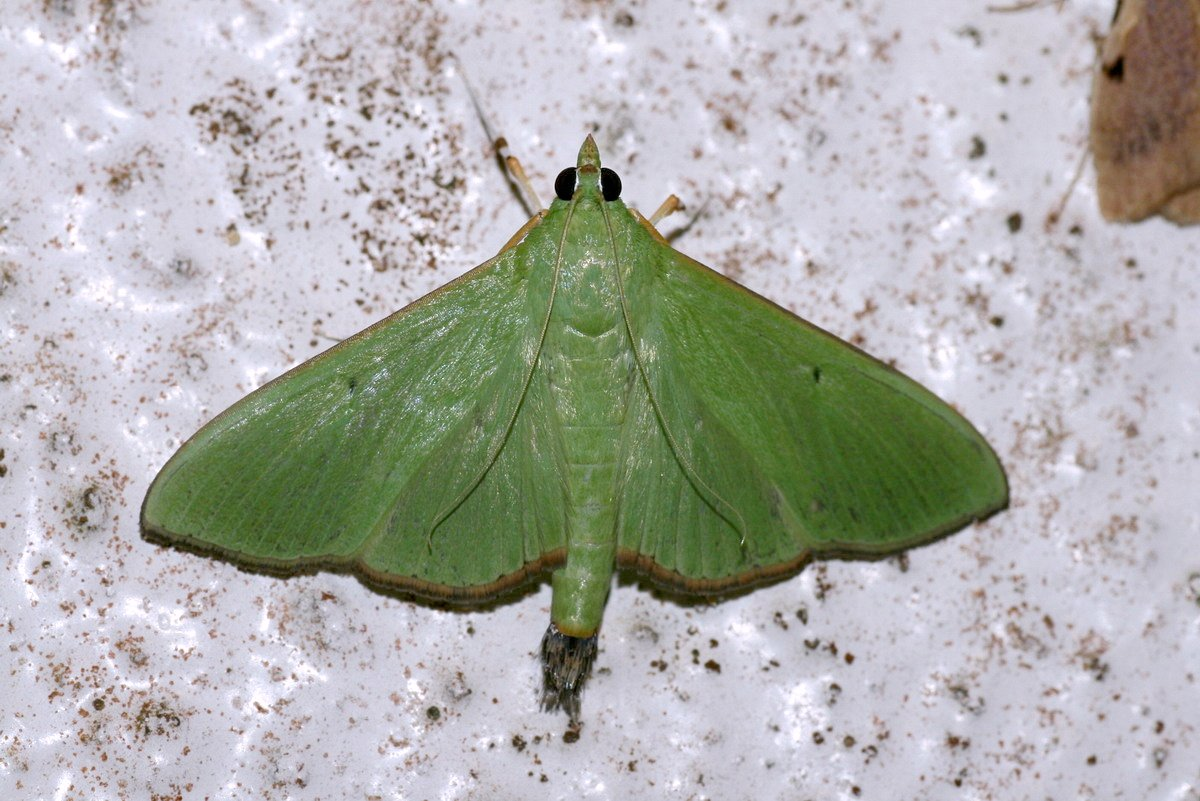
Parotis marginata (Margaroniini), имаго

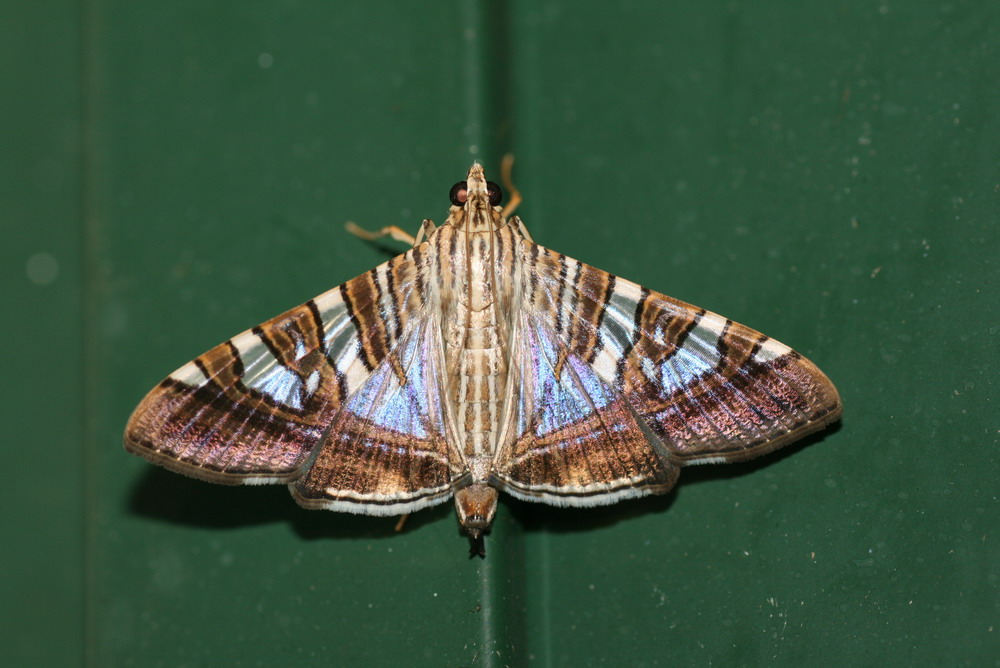
Glyphodes stolalis (Margaroniini), имаго

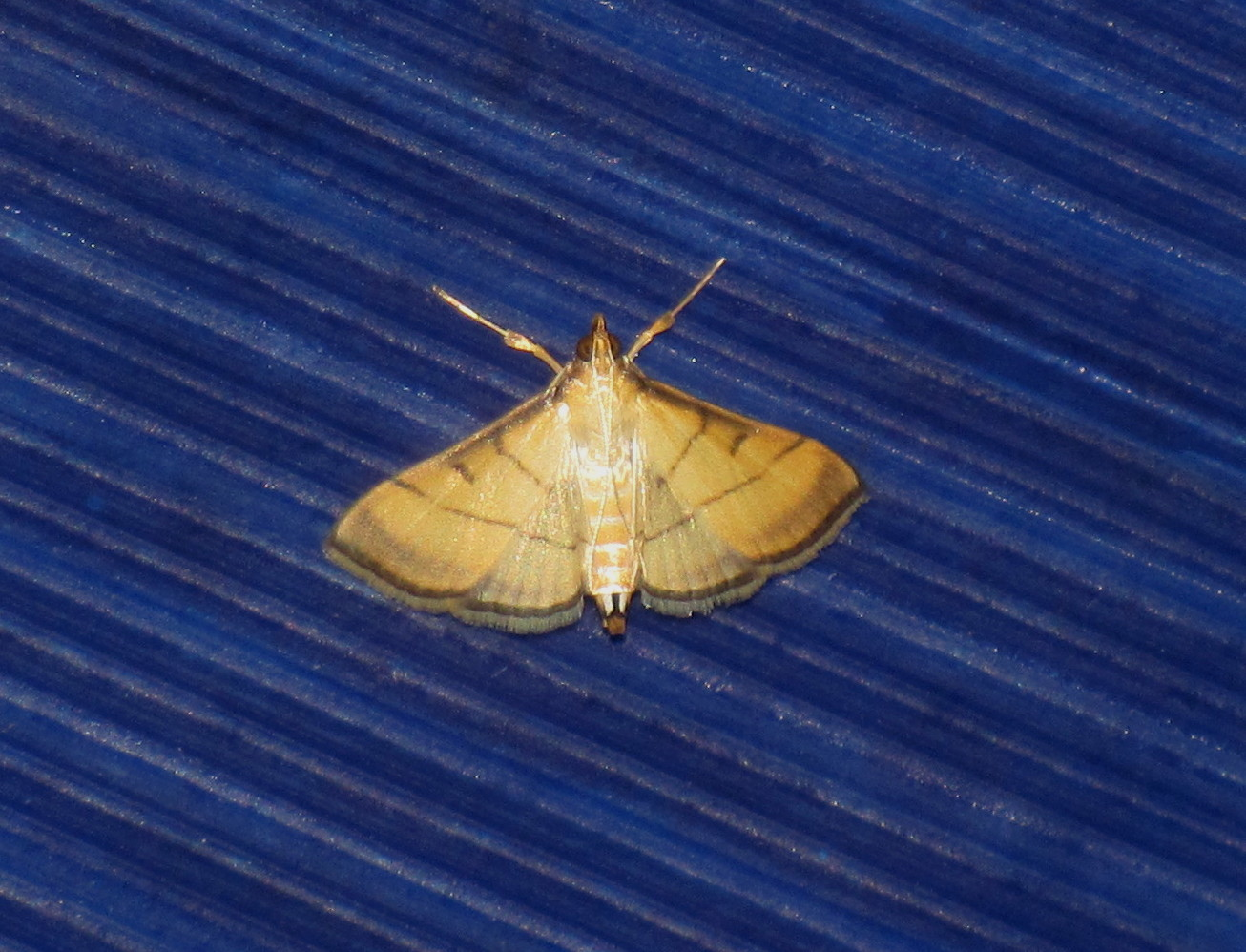
Cnaphalocrocis medinalis (Spilomelini), имаго

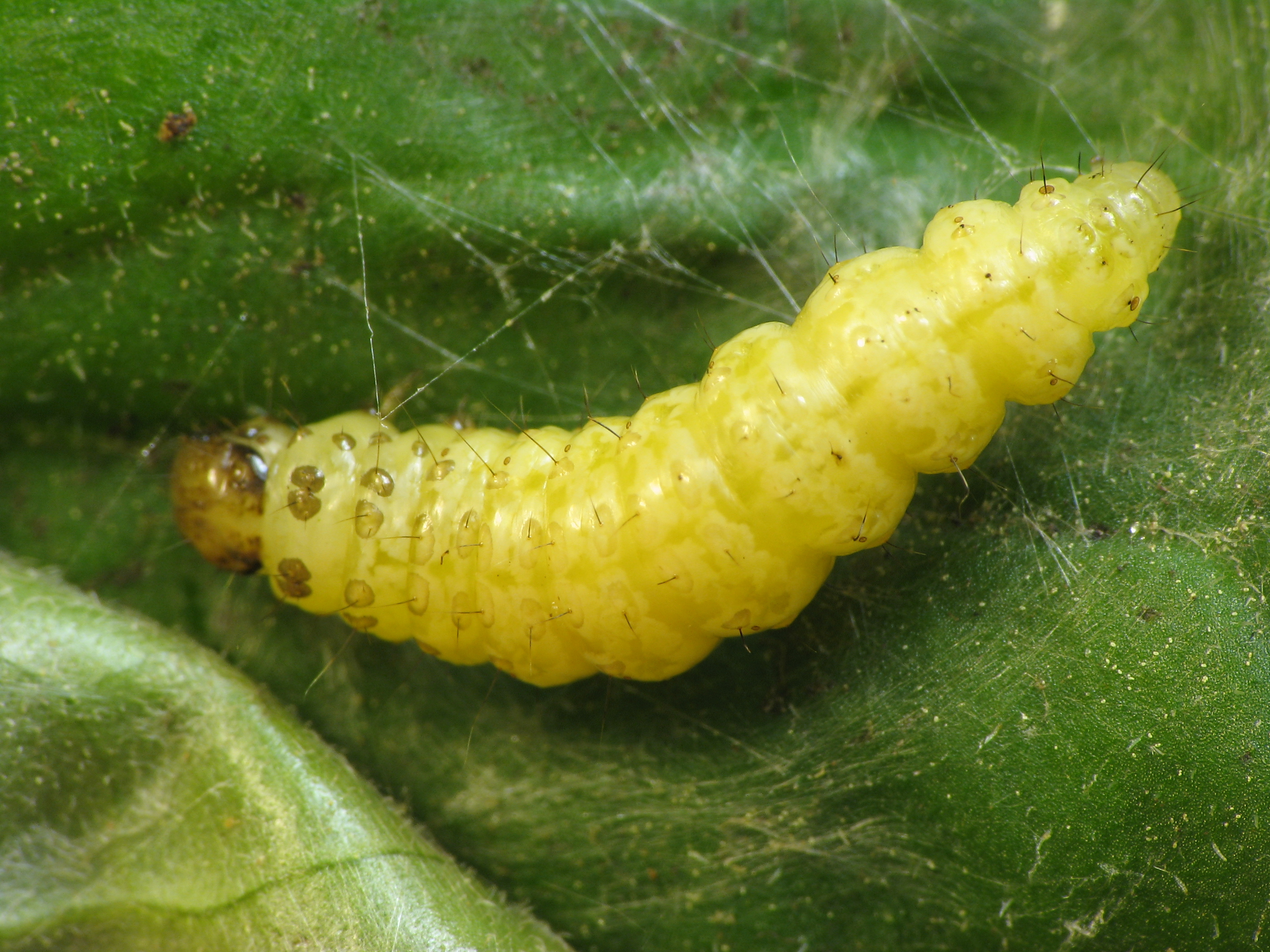
Herpetogramma aeglealis (Herpetogrammatini), гусеница

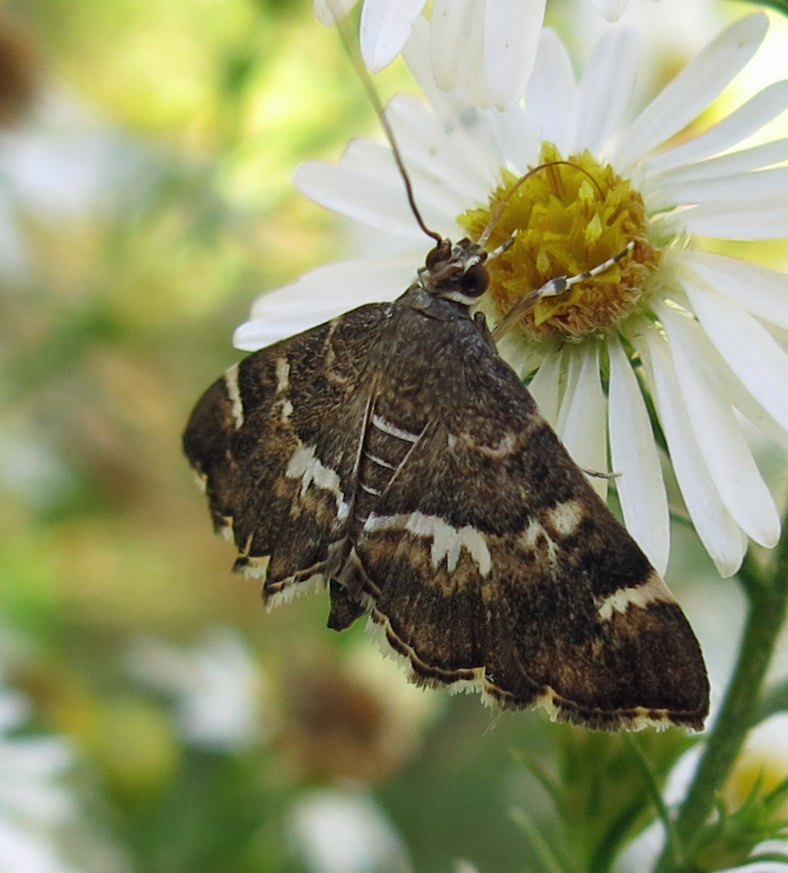
Hymenia perspectalis (Hymeniini), имаго

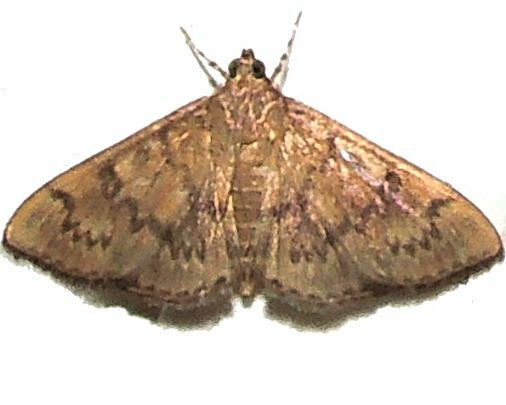
Psara obscuralis (Asciodini), имаго

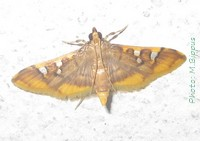
Prophantis smaragdina (Trichaeini), имаго

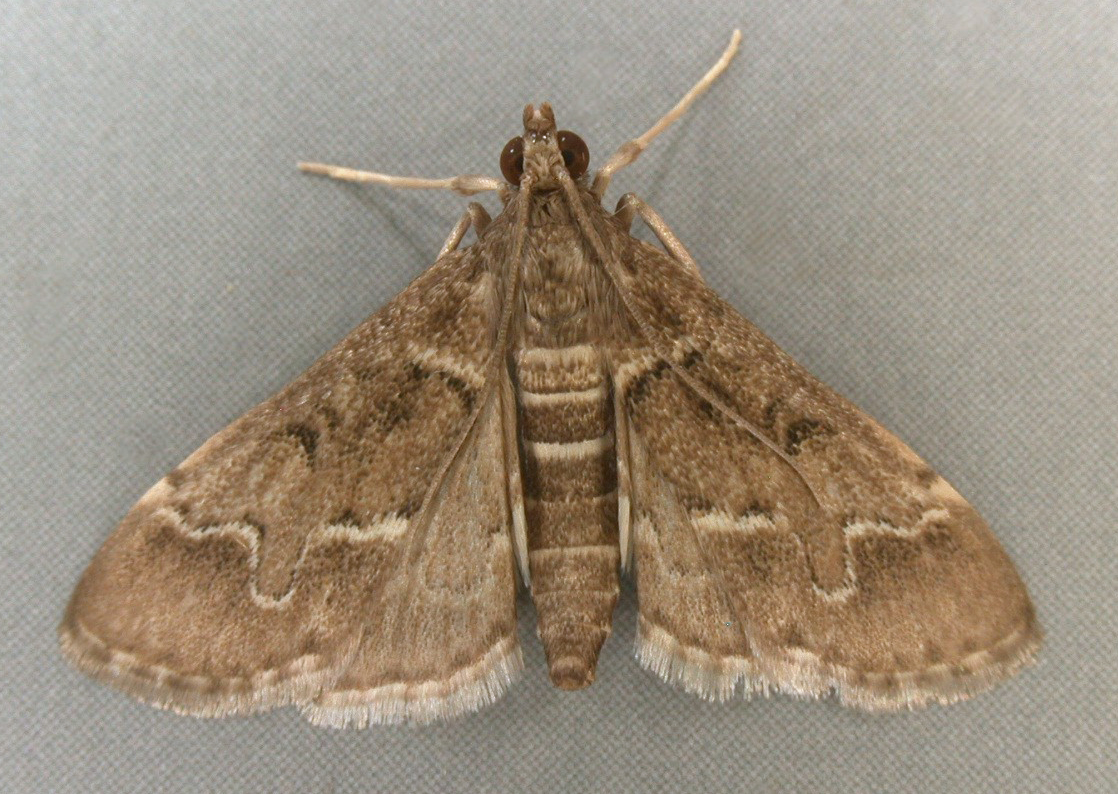
Duponchelia fovealis (Steniini), имаго

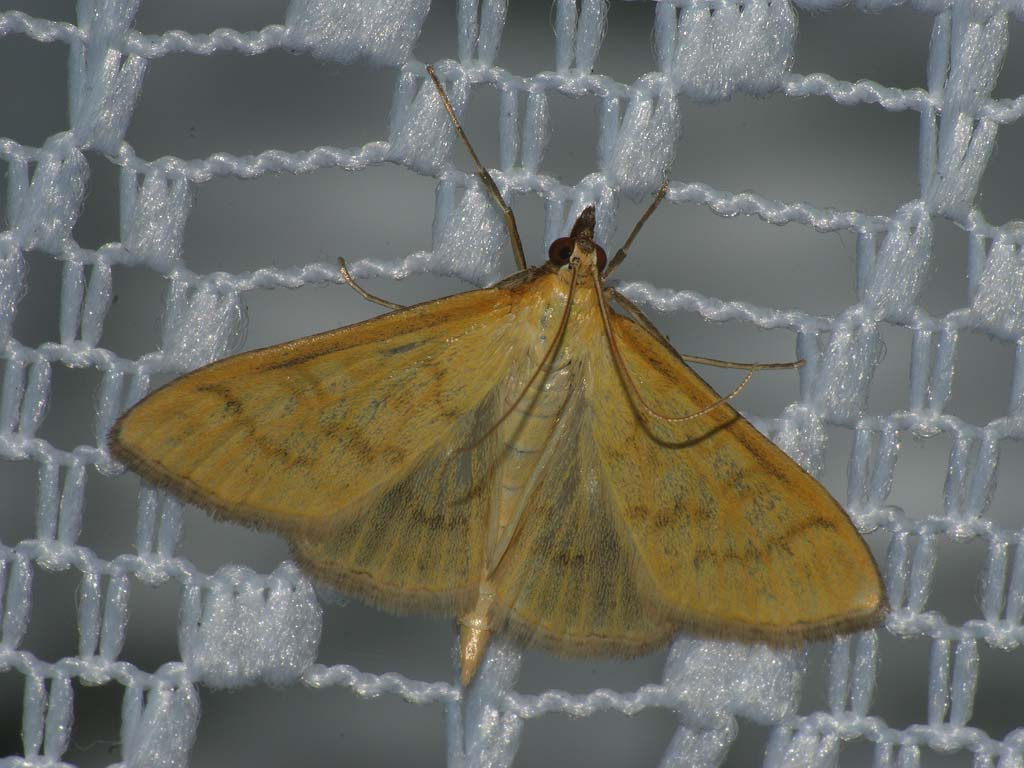
Mecyna flavalis (Nomophilini), имаго

Трибы Agroterini, Margaroniini, Spilomelini, Herpetogrammatini, Hymeniini, Asciodini, Trichaeini, Steniini и Nomophilini образуют монофилум «эуспиломелины» (греч. eu- — «хороший» или «истинный»), имеющий общего предка. Синапоморфиями эуспиломелинов являются: 8-й тергит брюшка самца с выемчатым передним краем; гениталии самца с частично склеротизованными волосяными pencils по переднему краю соединения винкулума и тегумена, с выпуклой valva costa, эдеагус без цекума, склеротизация аподемы фаллоса сведена к вентральной, продольно склеротизованной полоске вдоль маника; женские гениталии с продольной мембранозной полоской в антруме и отсутствием сильно склеротизированного колликулума между антрумом и семявыносящим протоком.

### Роды вне триб Spilomelinae
Часть родов в настоящее время не отнесены ни к одной из триб Spilomelinae. Основываясь на морфологических синапоморфии и характеристиках этих триб, Малли и др. (2019) отнесли многочисленные роды Spilomelinae к предложенным трибам, около двух третей из 339 родов Spilomelinae помещены в эти трибы, оставив 132 рода в настоящее время не помещенными:
- Aboetheta Turner, 1914
- Acicys Turner, 1911
- Aediodina Strand, 1919
- Agrammia Guenée, 1854
- Almonia Walker, 1866
- Ametrea Munroe, 1964
- Archernis Meyrick, 1886 (= Chrysommatodes Warren, 1896, Metoportha Meyrick, 1894, Protonoceras Warren, 1890)
- Arxama Walker, 1866
- Atelocentra Meyrick, 1884
- Auchmophoba Turner, 1913
- Bacotoma Moore, 1885 (= Epactoctena Meyrick, 1937, Platamonia Lederer, 1863, Platamonina J. C. Shaffer & Munroe, 2007)
- Cangetta Moore, 1886
- Carthade Snellen, 1899
- Chabula Moore, 1886
- Chromodes Guenée, 1854
- Cissachroa Turner, 1937
- Coelorhyncidia Hampson, 1896
- Coptobasis Lederer, 1863
- Coremata Amsel, 1956
- Cotachena Moore, 1885
- Criophthona Meyrick, 1884
- Camptomastix Warren, 1892 (= Camptomastyx Hampson, 1896)
- Cangetta Moore, 1886 (= Blechrophanes Turner, 1937)
- Carthade Snellen, 1899 (= Chartade Neave, 1939)
- Cavifrons Zeller, 1872
- Ceratarcha Swinhoe, 1894
- Chabula Moore, 1886
- Chromodes Guenée, 1854
- Cissachroa Turner, 1937
- Coelorhyncidia Hampson, 1896
- Coptobasis Lederer, 1863
- Coremata Amsel, 1956 (= Culcita Amsel, 1957)
- Cotachena Moore, 1885 (= Mesothyris Warren, 1892, Syndicastis Meyrick, 1889)
- Criophthona Meyrick, 1884 (= Conoprora Turner, 1913)
- Daulia Walker, 1859 (= Girtexta Swinhoe, 1890)
- Deuterarcha Meyrick, 1884
- Deuterophysa Warren, 1889
- Dichocrocis Lederer, 1863 (= Zebrodes Warren, 1896)
- Discothyris Warren, 1895
- Dracaenura Meyrick, 1886
- Duzulla Amsel, 1952
- Ebuleodes Warren, 1896
- Ectadiosoma Turner, 1937
- Elbursia Amsel, 1950
- Eudaimonisma T. P. Lucas, 1902
- Eulepte Hübner, 1825 (= Acrospila Lederer, 1863)
- Eurybela Turner, 1908
- Eustenia Snellen, 1899
- Furcivena Hampson, 1896
- Gadessa Moore, 1885
- Gethosyne Warren, 1896
- Glauconoe Warren, 1892
- Goniorhynchus Hampson, 1896
- Hemopsis Kirti & Rose, 1987
- Heterudea Dognin, 1905
- Hyalea Guenée, 1854
- Indogrammodes Kirti & Rose, 1989
- Ischnurges Lederer, 1863 (= Nesolocha Meyrick, 1886)
- Legrandellus J. C. Shaffer & Munroe, 2007
- Lepidoneura  Hampson, 1896
- Leucinodella Strand, 1918
- Leucochromodes Amsel, 1956
- Leucophotis Butler, 1886
- Lipararchis Meyrick, 1934
- Luma Walker, 1863 (= Pelena Moore, 1886, Pelina Hampson, 1897, Petena Neave, 1940)
- Macaretaera Meyrick, 1886 (= Trichoptychodes Swinhoe, 1894, Trigonophylla Turner, 1937)
- Macrobela Turner, 1939
- Malaciotis Meyrick, 1934
- Malickyella Mey & Speidel, 2010
- Meekiaria Munroe, 1974
- Merodictya Warren, 1896
- Mesocondyla Lederer, 1863
- Metallarcha Meyrick, 1884 (= Panopsia Turner, 1913)
- Metoeca Warren, 1896
- Metraeopsis Dognin, 1905
- Microgeshna J. C. Shaffer & Munroe, 2007
- Microphysetica Hampson, 1917 (= Falx Amsel, 1956, Falcimorpha Amsel, 1957)
- Mimudea Warren, 1892
- Mukia Amsel, 1954
- Myriostephes Meyrick, 1884
- Myrmidonistis Meyrick, 1887
- Nacoleia Walker, 1859 (= Aplomastix Warren, 1890, Orthocona Warren, 1896, Semioceros Meyrick, 1884)
- Nankogobinda Rose & Kirti, 1986
- Nausinoe Hübner, 1825 (= Lepyrodes Guenée, 1854, Phalangiodes Guenée, 1854)
- Nausinoella J. C. Shaffer & Munroe, 2007
- Neostege Hampson, 1910
- Nevrina Guenée, 1854
- Nistra Walker, 1859
- Notesia Yamanaka, 1992
- Ommatobotys J. C. Shaffer & Munroe, 2007
- Orphnophanes Lederer, 1863 (= Syntomodora Meyrick, 1894)
- Orthospila Warren, 1890
- Osiriaca Walker, 1866 (= Myriotis Meyrick, 1885)
- Otiophora Turner, 1908
- Paramecyna Amsel, 1961
- Pectinobotys Munroe, 1959
- Pelinopsis Dognin, 1905
- Physematia Lederer, 1863
- Piletocera Lederer, 1863 (= Alutefa Swinhoe, 1900, Danaga Moore, 1885, Diplotyla Meyrick, 1886, Ellogima Turner, 1913, Erebangela Meyrick, 1886, Graphicopoda Butler, 1886, Hormatholepis Butler, 1886, Ptilaeola Meyrick, 1886, Rinecera Butler, 1884, Sematosopha Meyrick, 1937, Strepsimela Meyrick, 1886)
- Plateopsis Warren, 1896
- Platygraphis Dyar, 1918
- Pleonectoides Hampson, 1891
- Polythlipta Lederer, 1863
- Praeacrospila Amsel, 1956
- Praephostria Amsel, 1956
- Pramadea Moore, 1888
- Preneopogon Warren, 1896
- Prionopaltis Warren, 1892
- Prorodes Swinhoe, 1894 (= Idiostrophe Warren, 1896)
- Proternia Meyrick, 1884
- Protonoceras Warren, 1890
- Pycnarmon Lederer, 1863 (= Aripana Moore, 1886, Entephria Lederer, 1863, Eutrichotis Swinhoe, 1900, Pyralocymatophora Strand, 1918, Satanastra Meyrick, 1890)
- Pylartes Walker, 1863
- Pyradena Munroe, 1958
- Ravanoa Moore, 1885
- Rehimena Walker, 1866
- Rhimphaliodes Hampson, 1893 (= Rhimphaleodes Hampson, 1896)
- Rhynchetria Klunder van Gijen, 1913
- Sagariphora Meyrick, 1894
- Sameodesma Hampson, 1918
- Sedenia Guenée, 1854
- Sericophylla Turner, 1937 (= Sericophora Turner, 1937)
- Stenorista Dognin, 1905
- Syllepte Hübner, 1823 (= Arthriobasis Warren, 1896, Haitufa Swinhoe, 1900, Haliotigris Warren, 1896, Neomabra Dognin, 1905, Nothosalbia Swinhoe, 1900, Polycorys Warren, 1896, Subhedylepta Strand, 1918, Sylepta Hübner, 1825, Syllepta Hübner, 1826, Troctoceras Dognin, 1905)
- Syngropia Hampson, 1912
- Syntrita Dognin, 1905
- Tabidia Snellen, 1880
- Tanaophysopsis Munroe, 1964
- Tasenia Snellen, 1901
- Torqueola Swinhoe, 1906
- Trichoceraea Sauber in G. Semper, 1902
- Trigonobela Turner, 1915
- Trithyris Lederer, 1863
- Troctoceras Dognin, 1905
- Tylostega Meyrick, 1894
- Voliba Walker, 1866 (= Gabrisa Walker, 1866, Stereocopa Meyrick, 1885)
- Xanthomelaena Hampson, 1896
- Zagiridia Hampson, 1897

### Роды, исключенные из Spilomelinae
Aporocosmus Butler, 1886 был перенесён в подсемейство Odontiinae, Orthoraphis Hampson, 1896 → Lathrotelinae, Hydropionea Hampson, 1917 и Plantegumia Amsel, 1956 → Glaphyriinae, Prooedema Hampson, 1896 → Pyraustinae.